# Ladislav Sokolovački
Ladislav Sokolovački je naselje u Hrvatskoj u sastavu općine Sokolovca. Nalazi se u Koprivničko-križevačkoj županiji. 

## Zemljopis
Jugozapadno su Većeslavec i Ruševac, zapadno su Velike Sesvete i Trnovac Sokolovački, sjeverozapadno su Velika Branjska, Mala Branjska, sjeverno je Srijem, sjeverno je Mala Mučna, sjeverozapadno su Gornji Maslarac, Brđani Sokolovački, Donji Maslarac, Peščenik i Rovištanci, istočno je Široko Selo, jugoistočno su Križ Gornji i Zrinski Topolovac.

## Stanovništvo
| broj stanovnika | 201   | 223   | 204   | 242   | 252   | 267   | 258   | 271   | 240   | 255   | 226   | 188   | 167   | 167   | 131   | 120   | 100   |
|                 | 1857. | 1869. | 1880. | 1890. | 1900. | 1910. | 1921. | 1931. | 1948. | 1953. | 1961. | 1971. | 1981. | 1991. | 2001. | 2011. | 2021. |